# Kalló László
Kalló László (Miskolc, 1925. március 20. – Miskolc, 2018. november 28.) magyar festőművész. Miskolcon alkotott.

## Életpályája
Kalló László Diósgyőr-Vasgyárban született. Apja Kalló János, miként az ő apja is, acélöntő volt a vasgyárban. Anyja Dudás Irma, Dudás Mátyás mészáros lánya, Igriciből érkezett Miskolcra. A házaspár a vasgyári kolónián, előbb a Kertész, majd a Lónyai Menyhért utcában lakott, öt gyermeket neveltek. Később a DVTK-stadion mellett épült bérházban kaptak lakást.
A vasgyári elemi iskolába járt, majd a polgárit Diósgyőrben végezte el. Sokat rajzolt, képregények rajzait másolta, rengeteget járta a Bükköt, a természeti jelenségek is témái lettek. A vasgyári „Lovardában” (mozi, munkásétteremnek épült) látott operafilmek és más előadások hatására zenei érdeklődése is korán kialakult. A polgári iskolában felfigyelt rá Burány Nándor festőművész, és bátorította tehetsége kibontakoztatására. Ennek ellenére a vasesztergályos szakmát tanulta ki, és ebben helyezkedett el. Munkatársai – látva kiváló rajzkészségét – biztatták továbbképzésre. Végül egyik barátja tanácsára beiratkozott a vasgyári szabadiskolába, amit akkor Klaudinyi László vezetett. Ebben a körben ismerkedett meg későbbi első feleségével, Kádár Jolánnal. Emellett szorgalmasan sportolt is, először futballozott, de végül a torna lett választott sportága, a DVTK-ban Szőke István volt az edzője.
1951-ben Bencze László és Döbröczöni Kálmán meglátogatta a vasgyári szabadiskolát, és Kalló Lászlót kiválasztották a Képzőművészeti Főiskolára, de előtte egy évig még egy póttartalékos kiképzésen kellett részt vennie. A főiskolán Fónyi Géza osztályába került, tőle vette át a finom árnyalatokra, a nüanszokra ügyelő festői magatartását. Művészeti anatómiát Barcsay Jenőnél tanult, amiben annyira jól teljesített, hogy a mester híres anatómiakönyvében (Művészeti anatómia) a hallgatói rajzok között Kalló László rajza is szerepel. A művészettörténetet Végvári Lajos tanította, aki később szintén Miskolcon telepedett le.
Kádár Jolánt 1956-ban ismeretlen okból eltávolították a főiskoláról, Kalló Tatára utazott utána, és elvette feleségül, de a feleség maradt Tatán, Kalló pedig a fővárosban tanult. 1957-ben végzett a főiskolán, majd hazatért Miskolcra. Házassága nem bírta ki a távolságot, és elváltak. A Miskolcon élő Tóth Imre, aki szintén a vasgyárból indult, végig támogatta Kalló Lászlót, és az ő közbenjárására kapott a miskolci művésztelep egy romos részében egy szobát. Visszavonultan, mellőzöttséget érezve élt, kiállításokon sem vett részt. Egy idő után a Képcsarnok elkezdte vásárolni alkotásait, ez anyagi biztonságot jelentett számára, ettől kezdve kiállításokon is megjelent. 1966-ban végre műtermes lakáshoz jutott a Szinyei Merse Pál utcában, majd Lenkey Zoltán halála után megkapta az ő Derkovits utcai művésztelepen lévő műtermes lakását. A művész egy baráti társaságban megismerkedett Erdődy Magdolna pedagógussal, és 1973-ban házasságot kötöttek. Felvették a Képző- és Iparművészek Szövetségébe, a miskolci csoportnak is tagja lett. Miskolcon, Egerben, Nyíregyházán voltak kiállításai, de első igazán jelentős kiállítására csak hatvanéves korában került sor: a Miskolci Galériában, 1985-ben. A katalógusban egykori tanára, Végvári Lajos méltatta munkásságát. Eddigi utolsó kiállítása 2015-ben volt a Miskolci Galéria Feledy-házában
Tanulmányúton járt Kanadában, az Egyesült Államokban, Franciaországban, Olaszországban, Ausztriában és Görögországban.

## Művészete
A pályafutása elején készült képeire egyrészt a dekoratív színfoltokra épülő munkaábrázolások és érzékeny tájképei, csendéletei jellemzőek. Stílusára hatottak a közvetlen pályatársak (Papp László, Seres János, Tóth Imre, Vati József, Ficzere László) munkái, de maga is tudatosan kereste a művészettörténetben azokat az igazodási pontokat, amelyeket magáévá tudott tenni (Derkovits Gyula, Mednyánszky László). Hódmezővásárhelyi látogatásai hatására tanyai témájú képek sorát festette.
„Érzékeny rajzain fedezhető fel legjobban lelkének bujkáló lírikussága, korai festményein a természetben szépet kereső énjének szivárványlása, majd későbbi vásznain lelkiismeretének az emberi egymásrautaltságot, kiszolgáltatottságot felmutató komor döbbenete. … A festményein a látvány és az emlék ölt testet…”– írta Dobrik István a művészetéről.

## Díjai, elismerései
- Fiatal Művészek Stúdiója díj
- Miskolci Országos Képzőművészeti Kiállítás, Ózdi Kohászati Üzemek díja, 1965
- Salgótarjáni Tavaszi Tárlat, „Munka és Művészet” díj, 1970
- Medzynarody malarsky plener díja, Kassa, 1978
- Jastrzebie zdroj, Lengyelország, 1980
- Miskolci Téli Tárlat, Borsod-Abaúj-Zemplén megyei tanács díja, 1983
- Miskolci művészek ’97, Ruttkay György kiállítási nagydíj, 1997
- Miskolc város önkormányzatának Kondor Béla-díja, 1998

## Kiállításai
- Válogatott csoportos kiállításai:
  - Miskolci Országos Téli Tárlatok
  - Észak-magyarországi területi tárlatok
  - Salgótarjáni Tavaszi Tárlatok
  - Hódmezővásárhelyi Őszi Tárlatok
  - Freiberg
  - Katowice
  - Kassa
  - Tokió
- Jelentősebb önálló kiállításai:
  - 1964 Szőnyi István-terem, Miskolc
  - 1975 Művelődési ház, Pécs
  - 1975 Hódmezővásárhely
  - 1979 Benczúr Gyula-terem, Nyíregyháza
  - 1982 Szőnyi István-terem, Miskolc
  - 1994 Rudnay Gyula-terem, Eger
  - 1985 Miskolci Galéria, Miskolc, gyűjteményes kiállítás
  - 1988 Hatvani Galéria
  - 1991 Thesszaloniki
  - 2005 Herman Ottó Múzeum, Miskolc, gyűjteményes kiállítás
  - 2015 Miskolci Galéria, Feledy-ház, Miskolc